# Virus (album)
Virus – dziesiąty album studyjny szwedzkiej grupy muzycznej Hypocrisy. Płyta została wydana 5 września 2005 roku nakładem wytwórni muzycznej Nuclear Blast. Nagrania promował teledysk do utworu "Scrutinized".
Wydawnictwo zadebiutowało na 58. miejscu listy Sverigetopplistan w Szwecji.

## Lista utworów
1. "XVI" (Tägtgren) - 0:16
2. "War-Path" (Tägtgren) - 4:23
3. "Scrutinized" (Holma, Tägtgren) - 4:25
4. "Fearless" (Tägtgren) - 4:24
5. "Craving for Another Killing" (Hedlund, Holma, Horgh, Tägtgren) - 3:50
6. "Let the Knife Do the Talking" (Holma, Tägtgren) - 4:15
7. "A Thousand Lies" (Tägtgren) - 4:52
8. "Incised Before I've Ceased" (Hedlund, Holma, Horgh, Tägtgren) - 4:28
9. "Blooddrenched" (Hedlund, Holma, Horgh, Tägtgren) - 3:42
10. "Compulsive Psychosis" (Hedlund, Holma, Horgh, Tägtgren) - 4:14
11. "Living to Die" (Tägtgren) - 5:42